# Lettre à G
 (janvier 2020).
Pour plus de détails, voir Fiche technique et Distribution.
Lettre à G est un film documentaire réalisé en 2019 sur André Gorz par Charline Guillaume, Pierre-Jean Perrin, Victor Tortora et Julien Tortora.

## Fiche technique
- Titre original : Lettre à G. - Repenser la société avec André Gorz
- Réalisation : Charline Guillaume, Pierre-Jean Perrin, Julien Tortora et Victor Tortora
- Actrice : Céline Martin-Sisteron
- Musique : Victor Tortora et Julien Tortora
- Montage : Pierre-Jean Perrin
- Pays d'origine :  France
- Langue originale : français
- Format : Couleurs - 16/9
- Genre : Documentaire
- Durée : 76 minutes

## Intervenants
- Dominique Bourg, philosophe et ami d'André Gorz
- Christophe Fourel, économiste & ami d'André Gorz
- Willy Gianinazzi, biographe d'André Gorz
- Hervé Kempf, journaliste & fondateur de Reporterre
- Adeline Barbin, philosophe